# Рада (газета)
«Ра́да» — єдина щоденна українська громадсько-політична, економічна і літературна газета ліберального напряму українською мовою на Наддніпрянщині.

## Історія
«Рада» постала як безпосереднє продовження газети «Громадська Думка», забороненої російським урядом. Виходила в Києві від 15 (28) вересня 1906 до 20 липня (2 серпня) 1914 року. Офіційним видавцем був Борис Грінченко, а фактично видавав і фінансував її Євген Чикаленко за деякої матеріальної підтримки Василя Симиренка, Леоніда Жебуньова, Петра Стебницького, Володимира Леонтовича. Будинок, у якому розміщувалась редакція газети був на розі сучасних вулиць Ярославів Вал і Лисенка (зберігся до наших днів).
«Рада» була непартійною газетою, хоч загальну лінію її визначало ТУП, членами якого були Євген Чикаленко й дехто зі співробітників. Маючи ряд відділів з постійними редакціями, «Рада» висвітлювала українське життя з усіх українських земель і відгукувалася на всі його громадсько-політичні й культурні вияви, чим видатно спричинилася до формування української свідомості передвоєнного часу.

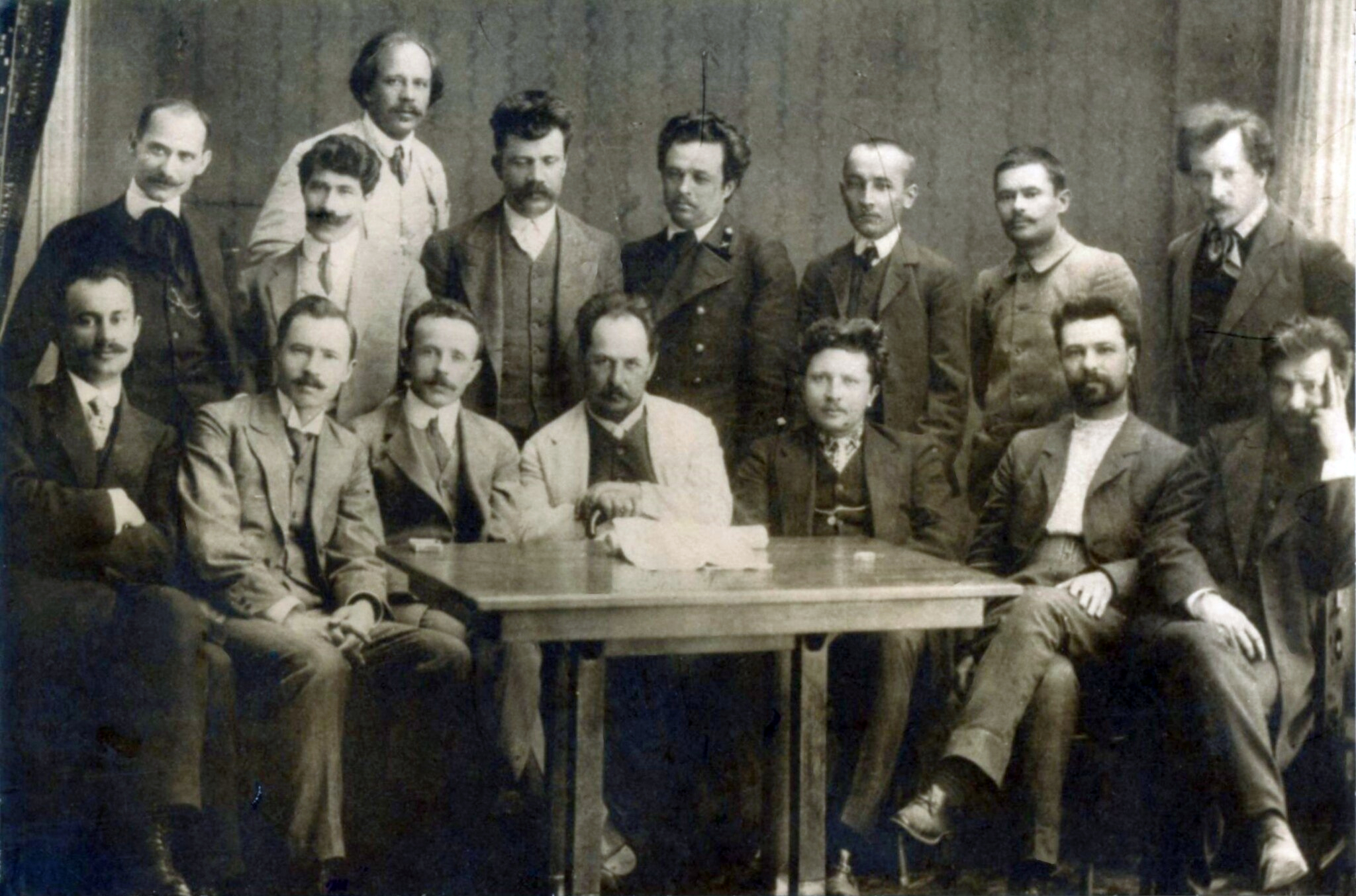
Співробітники редакції газети «Рада», 1908 рік. Зліва направо: перший ряд (сидять): Ол. Кузьминський (?), Спиридон Черкасенко, Леонид Пахаревський, Євген Чикаленко, Григорій Шерстюк, Сергій Єфремов, Федір Матушевський; другий ряд (стоять): Максим Гехтер, Прокіп Понятенко, Методій Павловський, Петро Гаєнко(?), Петро(?) Сабалдир, Степан Васильченко, Ол. Олесь; третій ряд: Микола Вороний

Головними редакторами «Ради» були Федір Матушевський, Мефодій Павловський (1907—1913), Андрій Ніковський (1913—1914); секретарями редакції — Симон Петлюра, Василь Королів, Павло Сабалдир (Майорський). Окремими відділами керували: Дмитро Дорошенко (огляди по Україні), Михайло Лозинський (закордонний відділ), Людмила Старицька-Черняхівська (огляди по Росії), Григорій Шерстюк (школа, виховання), Максим Гехтер (соціально-економічні справи), Богдан Ярошевський, деколи В'ячеслав Липинський (польські справи). Ближчими співробітниками «Ради» були О. Хотовицький, Спиридон Черкасенко, П. Гай, О. Кузьминський, О. Панасенко, М. Понятенко, Леонід Пахаревський, Максим Синицький.
Крім названих, у «Раді» співробітничали: Михайло Грушевський, Іван Франко, Василь Доманицький, Микола Вороний, Олександр Олесь, Володимир Винниченко, Пилип Капельгородський, Модест Левицький, Володимир Дурдуківський, Валентин Галевич, Ніна Дубровська та ін. Взагалі навколо «Ради» гуртувалися визначні діячі майбутньої Української Народної Республіки. Однак, попри таке важливе значення «Ради», з причини постійних переслідувань російської адміністрації, частих конфіскацій і фінансових кар, наклад її ледве досягав 3–5 тис. примірників (число передплатників — 1–3 тис.), і хронічні дефіцити покривав Євген Чикаленко.
Незважаючи на вислови лояльності редакції, на третій день по вступі Росії у Першу світову війну російський уряд закрив «Раду», і вона відновилася щойно по лютневій революції 1917 року під назвою «Нова Рада».
У вересні 1919 року в Києві випуск газети було поновлено, вийшло вісім номерів, після чого 11 (24) вересня 1919 року вона була заборонена військовою владою Добровольчої армії.

## Відродження в незалежній Україні
12 вересня 1991 року вийшло перше число відродженої першої всеукраїнської газети «Рада». Головний редактор — Микола Цимбалюк. Олесь Гончар щиро радів з того; вітаючи і ніби освячуючи ідею її поновлення, високо оцінив роль попередниці в історії України. Зокрема, він зазначив, що «Рада» багато зробила для нашої культури.
|  | Такі видання за часів нашої бездержавності допомагали рятувати інтелект нації. І, звичайно, це ж невипадково, що серед автури «Ради» рясніють імена тогочасних найвидатніших громадсько-політичних і культурних діячів України… Одним словом, мені так уявляється, «Рада» була справді загальнонаціональною, демократичною українською газетою. Це те, чого Україна конче потребує й сьогодні. |

Видання газети призупинене 2006 року.